# Eirésione
Dans la mythologie grecque, Eirésione ou Irésione (Εἰρεσιώνη) est la personnification d’une branche portée en procession, objet très important dans de nombreux rituels et cérémonies grecs.

## Étymologie
Eirésione, en grec ancien Εἰρεσιώνη, vient du grec εἶρος / eiros signifiant laine, en référence à la laine qui couvrait la branche sacrée.

## Rituel
Eirésione était le nom donné à une branche d’olivier ou de laurier, recouverte de laine, de fruits, de gâteaux et de flacons d’olives, dédiée à Apollon et portée par des garçons chanteurs lors des fêtes des Pyanopsies (en) et celle des Thargélies, puis accrochée à la porte de la maison. Cette branche ne pouvait être portée que par des enfants dont les parents étaient encore vivants.
Le chant qu’ils chantaient pendant le rituel était aussi connu sous le nom d'« eirésione » :
« εἰρεσιώνη σῦκα φέρει καὶ πίονας ἄρτους

καὶ μέλι ἐν κοτύλῃ καὶ ἔλαιον ἀποψήσασθαι

καὶ κύλικ᾽ εὔζωρον, ὡς ἂν μεθύουσα καθεύδῃ. »
— Plutarque, Vies parallèles [détail des éditions] [lire en ligne].
        
« Eirésione pour nous apporte des figues et du pain des plus riches,

apporte-nous du miel en pots et de l’huile pour frotter du corps,

Du vin fort aussi dans un bécher, qu’on puisse aller se coucher adoucis. »
Eirésione signifiait l’avènement de la richesse (grec : πλοῦτος - ploutos),.

### Pages connexes
- Liste des divinités de la mythologie grecque